# Horn (Hamburg)
Horn, Hamburg-Horn — dzielnica miasta Hamburg w Niemczech, w okręgu administracyjnym Hamburg-Mitte. W roku 1894 włączony w granice miasta.